# Palazzo Comunale (Cingoli)
Il palazzo Comunale di Cingoli è il maggior monumento civile della cittadina di Cingoli, nelle Marche, e sede del suo municipio. 
Affaccia la sua possente mole quadrata su piazza Vittorio Emanuele II, nell'area più alta dell'abitato. L'edificio ospita il museo archeologico statale.

## Storia e descrizione
Venne eretto nel XII secolo sul luogo di un preesistente edificio romano, le parti più antiche dell'edificio ancora oggi visibili, sono la base della torre e l'ala retrostante, che risalgono alla metà del XIII secolo.
Nel 1461 il palazzo presentava gravi problemi di stabilità così si iniziò ad intervenire. Nel 1482 mastro Antonio da Milano aggiunse il quadrante in pietra bianca all'orologio della torre, lato piazza. mentre il prospetto poggiante su otto pilastri è del 1530. Al piano terra dell'edificio ha sede il museo archeologico statale, che conserva preziosi reperti di epoche diverse.
Nel 1531, Egidio Canisio, cardinale di Viterbo e governatore perpetuo di Cingoli, commissionò al capomastro Ambrogio Inganna da Varese la costruzione di una nuova facciata, quella odierna. Inganna costruì così il prospetto, in stile rinascimentale caratterizzato dal bicromatismo dei mattoni e della pietra bianca, e impostato su tre livelli divisi da marcapiani. Al pianterreno un portico di otto arcate a tutto sesto e ai due piani due ordini di finestre separate da lesene. Quelle del primo piano sono incorniciate da bugnato e, alternate, sormontate da timpani rotondi; quelle del secondo sono inquadrate da paraste e sormontate da timpani ora triangolari, ora curvi.

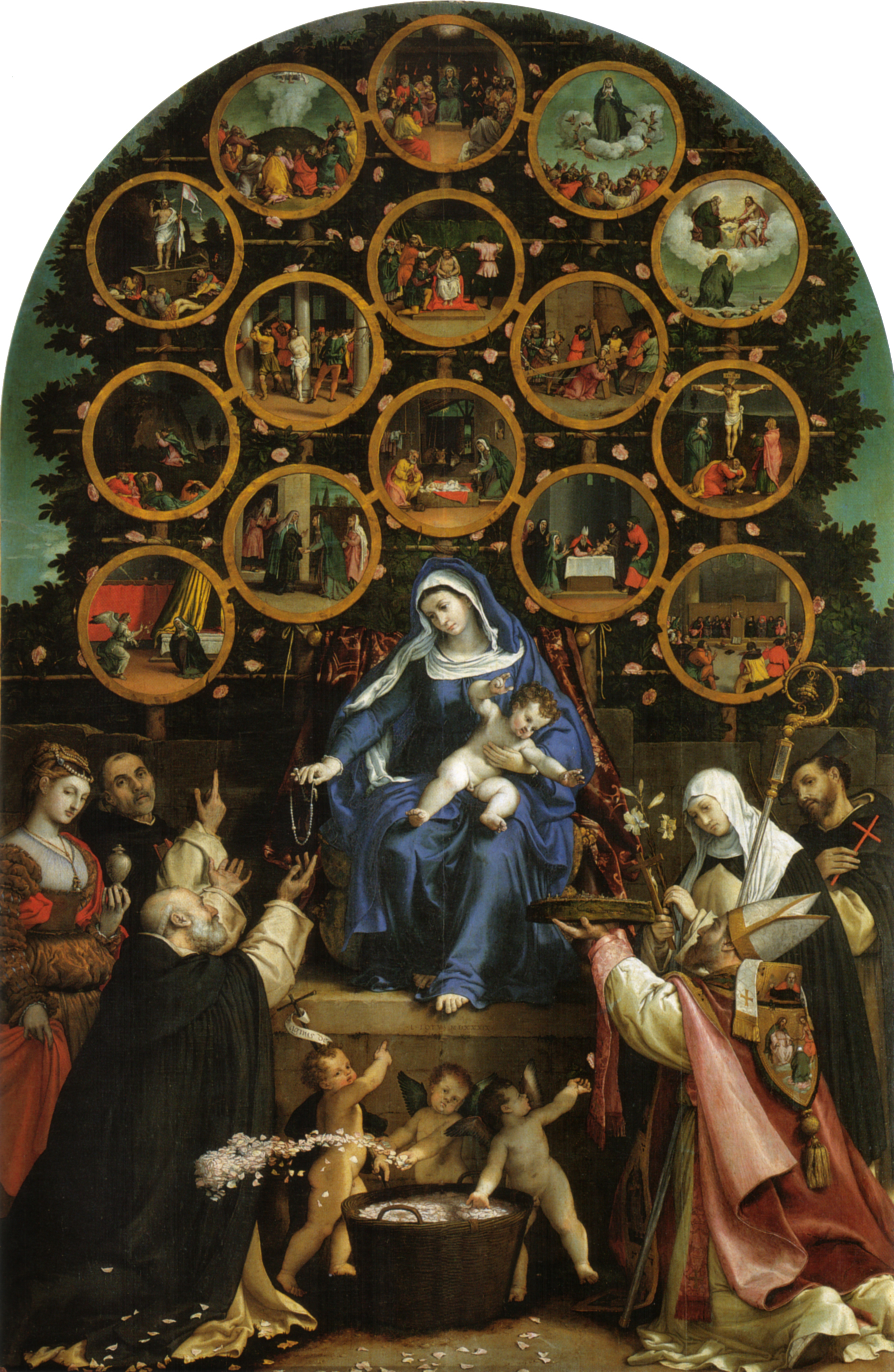
Madonna del Rosario

### Il teatro condominiale
Fin dal XVI secolo, all'interno del palazzo, venne allestito un piccolo teatro usato durante il periodo del carnevale per rappresentare commedie. Il 28 febbraio 1777 la nobiltà locale fondò la Congregazione Teatrale, che l'anno seguente finanziò la costruzione di un "teatro condominiale" a tre ordini di palchi, per un totale di 45. Le decorazioni furono affidate ai pittori Antonio Torricelli da Milano, nel 1782, e Nicola Giuli da Perugia, nel 1783. 
Tuttavia, dichiarato inagibile nel 1936 il teatro venne chiuso; nel 1938 il Condominio si sciolse e i locali passarono al Comune, il quale l'anno successivo iniziò a smantellarlo, donandone gli arredi e decori a istituti di beneficenza. Con la seconda guerra mondiale il teatro disparve completamente.